# Sabotagem à caça
A sabotagem à caça é a ação direta que ativistas dos direitos dos animais e ativistas da libertação dos animais realizam para interferir na atividade de caça.
Os ativistas anti-caça são divididos em sabotadores e monitores anti-caça para monitorar a crueldade e denunciar violações das leis de bem estar animal.
- Os intervencionistas geralmente usam sprays de citronela para mascarar o cheiro do animal que os cães e os caçadores rastreiam ou usam distrações sonoras e visuais para impedir que os caçadores sejam bem-sucedidos, destroem as torres de caça[1] e entrem nas propriedades de caça e fazendas para desarmar armadilhas de animais.[2][3] Essa tática de confrontar diretamente os caçadores levou vários ativistas a serem feridos ou mortos tanto pelos caçadores (conhecidos como cavaleiros de campo, field riders) quanto pelos chamados terrier men (homens terrier), contratados para bloquear e cavar ilegalmente tocas de texugos.[4]

- Os não-intervencionistas usam vídeo, fotografia e declarações de testemunhas para apoiar a acusação de caçadores que cometem infrações ou para aumentar a conscientização sobre a caça e mostra os seus problemas, considerada cruel, ineficaz ou mal vista pelos mesmos.
- Tanto os sabotadores de caça quanto os monitores independentes compartilham técnicas semelhantes como ambos sabotam caças e independentemente monitoram, documentam e apoiam a acusação daqueles que são pegos caçando ilegalmente. Os métodos de documentação usados pelos sabotadores e monitores geralmente são gravando e fotografando as atividades ilegais conduzidas pela caça.

## Por país
No Reino Unido, os intervencionistas geralmente são membros da Hunt Saboteurs Association, sabotadores de caça independentes ou grupos independentes de caça, enquanto os não-intervencionistas são frequentemente membros da League Against Cruel Sports ou, mais recentemente, Protect Our Wild Animals ou International Fund for Animal Welfare.
Todos os anos na Espanha, organizações como Equanimal ou a plataforma Matar por matar, non estão envolvidas na sabotagem da Copa Nacional de Caza del Zorro (em português: "Copa Nacional de Caça à Raposa") seguindo os caçadores fazendo barulho com megafones para assustar raposas e impedir que elas sejam mortas.